# Johann Kuhnau
Johann Kuhnau (6. dubna 1660 Geising, Sasko – 5. června 1722 Lipsko) byl německý právník, překladatel, hudební skladatel, varhaník a cembalista. Je pokládán za autora první hudební sonáty pro klávesové nástroje.

## Biografie
Většina biografických informací je známa z jeho autobiografie publikované Johannem Matthesonem v roce 1740 v jeho spise Grundlage einer Ehrenpforte. Kuhnauova rodina pocházela z Čech a její původní jméno bylo Kuhn. Narodil se 6. dubna 1660 v Geisingu v Sasku. Jeho hudební talent se projevil již v dětství a byl proto poslán do Drážďan, aby studoval hudbu u dvorních hudebníků. Své první skladby psal jako programní hudbu na různá témata pocházející z Bible. V následující dekádě studoval hru na klávesové nástroje a kompozici. Kromě toho studoval i jazyky. Kromě němčiny hovořil i francouzsky a italsky. V roce 1680 zasáhla Drážďany morová epidemie a Kuhnau se vrátil domů. Studoval pak hudbu na Johanneu v Žitavě a poté i práva na univerzitě v Lipsku. Během svých univerzitních studií působil jako varhaník v kostele sv. Tomáše (Thomaskirche).
V roce 1688 dokončil studium práv a začal i jako právník pracovat. Vedle toho dále působil jako varhaník a skladatel. V roce 1689 publikoval svou první sbírku skladeb pro cembalo. Další následovaly v letech 1692, 1696 a 1700. V roce 1689 se oženil. Využíval rovněž svých jazykových znalostí. Přeložil do němčiny řadu knih z italštiny a francouzštiny, studoval řečtinu a hebrejštinu a zabýval se i matematikou. Publikoval také vlastní literární práce. Satirická sbírka Der musicalische Quack-Salber byla vydána v roce 1700.
V roce 1701 se stal v kostele sv. Tomáše kantorem a tuto funkci si podržel až do své smrti. Přílišné pracovní vypětí i rivalita mezi lipskými hudebníky však podlomily jeho zdraví a Kuhnau 5. června 1722 zemřel. Ve funkci tomášského kantora jej v roce 1723 vystřídal Johann Sebastian Bach.

## Dílo
Skládal jak církevní hudbu, tak i hudbu světskou. Jeho Eine Sonata aus dem B je nejstarší známou dochovanou sonátou. Většina jeho vokální hudby je však ztracena. Dochovaly se pouze některé kantáty, dále moteta a čtyři cykly skladeb pro klávesové nástroje.
Nová vydání Kuhnauových skladeb
- Ausgewählte Kirchenkantaten. ed. Arnold Schering, Leipzig 1918
- Ausgewählte Klavierwerke. ed. Kurt Schubert, Mainz 1938
- Der musicalische Quack-Salber. ed. Kurt Benndorf. Berlin 1900
- Laudate pueri. (pro tenor, dvoje housle, pozoun nebo violu da gamba a basso continuo).
- Muss nicht der Mensch. (pro tenor, trubku, housle, fagot a basso continuo). In: Stephen Rose (ed.): Leipzig Church Music from the Sherard Collection: Eight Compositions by Sebastian Knüpfer, Johann Schelle, and Johann Kuhnau. Yale University Collegium Musicum series 2 vol. 20. A-R Editions, Madison, WI 2014
- Das Kuhnau-Projekt. Úplné vydání Kuhnauových vokálních skladeb Pfefferkorn Musikverlag Leipzig, Hrsg. David Erler